# Димитрова, Гена
Ге́на Мачева Димитро́ва (болг. Гена Мачева Димитрова, 6 мая 1941, Беглеж, Болгария — 11 июня 2005, Милан, Италия) — болгарская певица (сопрано). Член БКП с 1965 года. Народная артистка Народной Республики Болгарии (1979).

## Биография
Начала петь ещё в детстве, но именно её первый учитель музыки, Ивану Генков, предвидел её блестящее будущее.
Оперным пением начала заниматься в гимназии. В 1964 году окончила Болгарскую государственную консерваторию. Чтобы заработать на жизнь, устроилась судомойкой в столовой консерватории, из-за чего подвергалась насмешкам состоятельных коллег.
Учителем Гены был известный оперный певец и педагог Христо Брымбаров, преподававший также Николаю Гяурову, Борису Христову, Николе Гюзелеву, Кириллу Кристеву, Николе Николову, Димитру Узунову, Райне Кабаиванской и другим.
Проходила стажировки в Болгарской государственной консерватории (1964—1966), училище Ла Скала (1966, 1970) у профессоров Ренато Пасторино, Энцо Феррари и Ренаты Карозио. Вскоре начала с успехом выступать и со временем стала появляться на лучших оперных сценах мира.
27 декабря 1967 года дебютировала в Софийской народной опере в роли Абигайль в опере Джузеппе Верди «Набукко». В 1971 году отправилась в турне по Франции с оперой «Сила судьбы».
Её партнёрами по сцене были Карло Бергонци, Елена Образцова, Евгений Нестеренко, Джузеппе Джакомини, Пласидо Доминго, Пьеро Каппуччилли, Джакомо Арагаль, Лучано Паваротти, Ренато Брузон, Вериано Лукетти. Сотрудничала с такими дирижёрами как Лорин Маазель, Джузеппе Синополи, Антонио Гуаданьо, Мигель Гомес-Мартинес, Клаудио Аббадо, Джанандреа Гаваццени.
Проводила мастер-классы в консерваториях Афин, Рима, Будапешта, Софии и других городах. Работала с молодыми талантами, организовывала их концерты, выступала на них как исполнительница. Её учениками были Елена Баримова и Байса Дашням.
Скончалась от онкологического заболевания 11 июня 2005 года в Милане.

## Оперные партии
- Абигейл — «Набукко» Верди (1967, София; 1986, Милан)
- Амелия — «Бал-маскарад» Верди (1972, Парма)
- Амелия — «Бал-маскарад» Верди (1973, Милан)
- Тоска — «Тоска» Пуччини (1978, Вена; 1987, Нью-Йорк; 1988, Милан)
- «Джоконда» Понкьелли (1980, Верона)
- Турандот — «Турандот» Пуччини (1983, Верона, Милан; 1987, Нью-Йорк)
- Леди Макбет — «Макбет» Верди (1983, Милан; 1984, Зальцбург)
- Амнерис — «Аида» Верди (1983, Милан)

## Награды
- 1979 — Народная артистка НРБ
- 1996 — Орден «Стара-планина» 1-й степени